# Наперстянка реснитчатая
Наперстя́нка ресни́тчатая (англ. Digitalis ciliata) — многолетнее трявянистое растение семейства Подорожниковые (Plantaginaceae).

## Биологическое описание
Многолетнее травянистое растение, которое имеет многоглавое, древеснеющее корневище, с несколькими стеблями, подземные части которых часто скучены в виде дерновины и одеты остатками отмерших листьев.
Стебли высотой 30—60 см, зелёные или лилово-фиолетовые, стройные, прутовидные, равномерно облиственные, покрытые, особенно обильно в средней части, оттопыренными, длинными, при сушке изгибающимися волосками.
Листья сидячие, ланцетные, острые, пильчатые, по краю с редкими зубчиками, оттянутые в короткие остроконечия, сверху ярко-зелёные, одетые редкими волосками, снизу бледно-зелёные, с более частыми волосками, со слегка выдающейся главной жилкой. Прикорневые и нижние стеблевые листья 4—7 см длиной и 0,5—1,5 см шириной, во время цветения большей частью отмирающие; верхние стеблевые листья несколько короче средних и нижних, в остальном сходные с ними.
Цветки горизонтально отклонённые. Цветочная кисть сравнительно короткая (около 10 см длиной), редкая, большей частью однобокая, с тонкой, извилистой, слегка желёзистоопушённой или голой цветочной осью, несколько отграниченной от верхних стеблевых листьев. Цветоножки тонкие, длинные, обычно около 0,7 см длиной, за исключением цветоножек у нижних цветков, у которых они достигают 7 см длиной, косо вверх направленные, быть может прижатые к цветоносу, голые. Прицветники яйцевидно-ланцетные или ланцетные, острые, с одной жилкой, почти равные длине цветков или превышающие их вдвое. Доли чашечки около 5 мм длиной, округлые или яйцевидные, тупые, с 5—7 жилками, по краю плёнчатые и густо реснитчатые. Венчик желтовато- или грязно-белый, 15—20(25) мм длиной, 10—15 мм шириной, колокольчатый, по краю на внутренней стороне нижней губы гуто покрыт многоклеточными желёзистыми волосками; все лопасти быть может равные, овальные, тупые, слегка отогнутые наружу; верхняя губа надрезана на две тесно расположенные небольшие лопасти, между которыми большей частью заметна узкая треугольная выемка; нижняя губа слегка (на 2—4 мм) длиннее верхней. Тычинки и пестик при полном цветении равны длине трубки, тычиночные нити и пыльники голые. Завязь густо желёзистоопушённая, рыльце очень маленькое, вокруг завязи ясно выступает подпестичный диск, из которого выделяется большое количество сахаристых веществ (обильно стекающих в хорошую погоду на нижнюю губу венчика).
Плод — коробочка, 5—7 мм длиной, яйцевидная, почти равная длине чашечки или немного превышающая её, голая. Семена светло-жёлтые, четырёхгранно-призматические, 1—1,2 мм длиной и около 0,6 мм шириной. Цветёт в июне—июле.

## Места произрастания
Эндемичное растение Главного Кавказского хребта, встречающееся в диком виде на Северном и Южном Кавказе.
Растёт в субальпийском и альпийском поясах на высоте 1500—2500 м над уровнем моря по освещённым сухим, щебнистым и каменистым склонам и осыпям, реже в хвойных лесах у верхней границы их обитания.

## Таксономия
- Digitalis ciliata Trautv., 1866, Bull. Acad. Imp. Sci. Saint-Pétersbourg, Sér. 3, 10: 397

Вид Наперстянка реснитчатая включается в род Наперстянка (Digitalis) семейства Подорожниковые (Plantaginaceae) порядка Ясноткоцветные (Lamiales), последовательно входящего в более крупные клады Ламииды → Астериды → Суперастериды → Эвдикоты → Цветковые растения. Таксономическая схема в соответствии с Системой APG IV по состоянию на июнь 2024 года:
|  |                          |  |                                   |                                   |                          |  | еще 23 семейства | еще 23 семейства |                             |  |  |  | еще 34 подтвержденных вида и 18 видов, ожидающих подтверждения |
|  |                          |  |                                   |                                   |                          |  | еще 23 семейства | еще 23 семейства |                             |  |  |  | еще 34 подтвержденных вида и 18 видов, ожидающих подтверждения |
|  |                          |  |                                   | порядок Ясноткоцветные            |                          |  |                  |                  | род Наперстянка             |  |  |  |                                                                |
|  |                          |  |                                   | порядок Ясноткоцветные            |                          |  |                  |                  | род Наперстянка             |  |  |  |                                                                |
|  | клада Цветковые растения |  |                                   |                                   | семейство Подорожниковые |  |                  |                  | вид Наперстянка реснитчатая |  |  |  |                                                                |
|  | клада Цветковые растения |  |                                   |                                   | семейство Подорожниковые |  |                  |                  |                             |  |  |  |                                                                |
|  |                          |  | ещё 63 порядка цветковых растений | ещё 63 порядка цветковых растений |                          |  |                  | еще 106 родов    | еще 106 родов               |  |  |  |                                                                |
|  |                          |  |                                   | ещё 63 порядка цветковых растений |                          |  |                  |                  | еще 106 родов               |  |  |  |                                                                |

## Применение
Высушенная трава (Digitalis ciliata herba) используется в качестве лекарственного растительного сырья для приготовления препаратов.
В траве содержатся сердечные гликозиды, стероидные гликозиды и флавоноиды.
Хорошее медоносное растение. Имеет некоторое декоративное значение, но мало используется в садоводстве.